# Canal adutor
O canal adutor, também conhecido como canal subsartorial ou canal de Hunter, é um túnel aponeurótico localizado no terço médio da coxa. Serve como passagem para inúmeras estruturas neurovasculares. Estende-se desde o ápice do triângulo femoral até o hiato adutor. As principais estruturas que passam pelo canal incluem a artéria femoral superficial, a veia femoral e o nervo safeno.